# Palacio de Glienicke
El Palacio de Glienicke (en alemán: Schloss Glienicke) es un palacio localizado en el área sudoeste de Berlín, Alemania, cerca del puente Glienicke. Inicialmente propiedad de Karl August von Hardenberg, en 1824, lo adquirió Carlos de Prusia, luego de un viaje a Italia. Le encargó la reconstrucción de un edificio ya existente al arquitecto Karl Friedrich Schinkel, que hizo lo propio entre ese año y 1827. En 1990, la Organización de las Naciones Unidas para la Educación, la Ciencia y la Cultura lo declaró Patrimonio de la Humanidad como parte de los palacios y parques de Potsdam y Berlín.
Por su tipo constructivo, el lugar fue una «villa de verano de carácter antiguo», localizada en un parque paisajista, en el que se encuentran construcciones de jardín del propio Schinkel y otros arquitectos, como Friedrich Ludwig Persius y Ferdinand von Arnim. La expansión y reconstrucción de Schinkel incluyó un patio y una torre campanario. Combinó la «típica organización italiana con formas renacentistas y detalles griegos». En este sentido, Gamboni (2007) señala que en el lugar se insertaron en varios sitios fragmentos arquitectónicos bizantinos y medievales, esculturas y sarcófagos que el príncipe Carlos recolectó de sus viajes a Italia y otros puntos de mar Mediterráneo.
En Glienicke, el arquitecto «jugó con el recuerdo de las villas italianas para diseñar un paisaje para el descanso donde los jardines se pueblan de arquitecturas caprichosas medievales o antiguas». En un primer momento se amplió una antigua casa de billar y se modificó para ser un casino con vista al lago; entre 1825 y 1827 la finca pasó a ser una villa clasicista. Cinco años después se completó la edificación de la torre y en 1838 se añadió una fuente de leones. La fachada, simétrica y «modesta en escala», es de estilo neoclásico. Desde 2006, el palacio alberga el Museo Hofgärtner.